# Phyllorhiza pacifica
Phyllorhiza pacifica is een schijfkwal uit de familie Mastigiidae. De kwal komt uit het geslacht Phyllorhiza. Phyllorhiza pacifica werd in 1921 voor het eerst wetenschappelijk beschreven door Light. 